# Гай, Денг
Денг Гай (англ. Deng Gai, род. 22 марта 1982, Вау) — суданский профессиональный баскетболист, игравший на позиции тяжёлого форварда.

## Биография
Денг Гай родился 22 марта 1982 года в суданском городе Вау (сейчас в Южном Судане).
Учился в США. Окончил академию Милфорд в Коннектикуте. В 2001—2005 годах играл за команду университета Фэйрфилд в Metro Atlantic Athletic Conference, входящей в чемпионат Национальной ассоциации студенческого спорта (NCAA). Трижды признавался лучшим игроком обороны в конференции по итогам года (2002—2003, 2005). Достиг 8-го места в истории чемпионата NCAA по числу блок-шотов.
В 2005 году был на драфте НБА, но остался не выбранным ни одним клубом и в итоге в качестве свободного агента заключил контракт с «Филадельфия Севенти Сиксерс». Но уже в декабре 2005 года Гай покинул команду, проведя в НБА всего пять минут в двух матчах.
Продолжил карьеру в USBL в составе «Додж-Сити Легенд» (2006), в ABA в «Уилмингтон Си Догс» (2006—2007), затем вернулся в USBL, где играл за «Олбани Пэтронс» (2007). В его составе был лучшим в лиге по числу блок-шотов.
В 2007—2008 годах выступал в чемпионате Польши за «Шлёнск» из Вроцлава.
В 2011 году защищал цвета литовского «Наглиса» из Паланги.

## Семья
Двоюродный брат Луол Денг (род. 1985) — южносуданский баскетболист, с 2004 по 2019 год игравший в НБА.

## Статистика

### Статистика в НБА
| Сезон                                                                                    | Команда     | Регулярный сезон | Регулярный сезон | Регулярный сезон | Регулярный сезон | Регулярный сезон | Регулярный сезон | Регулярный сезон | Регулярный сезон | Регулярный сезон | Регулярный сезон | Регулярный сезон | Серия плей-офф | Серия плей-офф | Серия плей-офф | Серия плей-офф | Серия плей-офф | Серия плей-офф | Серия плей-офф | Серия плей-офф | Серия плей-офф | Серия плей-офф | Серия плей-офф |
| Сезон                                                                                    | Команда     | GP               | GS               | MPG              | FG%              | 3P%              | FT%              | RPG              | APG              | SPG              | BPG              | PPG              | GP             | GS             | MPG            | FG%            | 3P%            | FT%            | RPG            | APG            | SPG            | BPG            | PPG            |
| ---------------------------------------------------------------------------------------- | ----------- | ---------------- | ---------------- | ---------------- | ---------------- | ---------------- | ---------------- | ---------------- | ---------------- | ---------------- | ---------------- | ---------------- | -------------- | -------------- | -------------- | -------------- | -------------- | -------------- | -------------- | -------------- | -------------- | -------------- | -------------- |
| 2005/06                                                                                  | Филадельфия | 2                | 0                | 2,4              | -                | -                | -                | 0,0              | 0,0              | 0,0              | 0,0              | 0,0              | Не участвовал  | Не участвовал  | Не участвовал  | Не участвовал  | Не участвовал  | Не участвовал  | Не участвовал  | Не участвовал  | Не участвовал  | Не участвовал  | Не участвовал  |
|                                                                                          | Всего       | 2                | 0                | 2,4              | -                | -                | -                | 0,0              | 0,0              | 0,0              | 0,0              | 0,0              | Не участвовал  | Не участвовал  | Не участвовал  | Не участвовал  | Не участвовал  | Не участвовал  | Не участвовал  | Не участвовал  | Не участвовал  | Не участвовал  | Не участвовал  |
| Наведите курсор мыши на аббревиатуры в заголовке таблицы, чтобы прочесть их расшифровку. |             |                  |                  |                  |                  |                  |                  |                  |                  |                  |                  |                  |                |                |                |                |                |                |                |                |                |                |                |